# Ed Lindberg
Edward "Ed" Ferdinand Jacob Lindberg (né le 9 novembre 1886 à Cherokee - mort le 16 février 1978 à Highland Park) est un athlète américain spécialiste du 400 mètres.
Licencié au Chicago Athetic Club, il remporte le 440 yards des Championnats de l'Amateur Athletic Union en 1909 et 1911. Sélectionné pour les Jeux olympiques de 1912, il se classe troisième de la finale du 400 mètres derrière son compatriote Charles Reidpath et l'Allemand Hanns Braun. Aligné par ailleurs dans l'épreuve du relais 4 × 400 mètres, Edward Lindberg s'adjuge le titre olympique aux côtés de Mel Sheppard, Ted Meredith et Charles Reidpath. L'équipe américaine établit un nouveau record du monde de la discipline en 3 min 16 s 6 et devance finalement la France et le Royaume-Uni. Edward Lindberg participe également aux compétitions de baseball disputées en tant que sport de démonstration.

## Palmarès
| Date | Compétition     | Lieu      | Résultat | Discipline |
| ---- | --------------- | --------- | -------- | ---------- |
| 1912 | Jeux olympiques | Stockholm | 3e       | 400 m      |
| 1912 | Jeux olympiques | Stockholm | 1er      | 4 × 400 m  |